# Castroverde (Salamanca)
Castroverde es una localidad española del municipio de Narros de Matalayegua, perteneciente a la provincia de Salamanca, en la comunidad autónoma de Castilla y León.

## Toponimia
El nombre del lugar puede encontrarse con las grafías Castroverde y Castro-Verde.

## Historia
Hacia mediados del siglo XIX, el lugar, una aldea por entonces perteneciente al municipio de Íñigo, tenía contabilizada una población de 14 habitantes. Aparece descrito en el sexto volumen del Diccionario geográfico-estadístico-histórico de España y sus posesiones de Ultramar de Pascual Madoz con las siguientes palabras:

CASTRO-VERDE: ald. agregada al ayunt. de Iñigo, en la prov. y dióc. de Salamanca (7 leg.), part. jud. de Sequeros (6 1/2), aud. terr. y c. g. de Valladolid (29). sit. en un cerro que se une con la sierra del Castro, por la parte S.; está resguardada de viento N., y el clima es sano. Tiene 5 casas, 2 con bastantes comodidades, é igl. parr. de primer ascenso (San Juan), servida por un cura, y tiene por anejo á Cortos, distante 1/2 leg.: el cementerio se halla junto á la parr. en el punto mas elevado de la ald.: para surtido del vecindario existe una fuente próxima á las casas, y otras en la sierra del Castro: las que nacen al N. de esta, dan origen al r. Huebra, que despues de mezclar sus aguas con el Agueda, va á desaguar en el Duero; y las que nacen al S., forman varios arroyuelos que se unen el Alagon, y se confunden en el Tajo: observase esta misma particularidad hasta en el tejado de la igl., cuyas aguas, en tiempos de lluvias, las que vierten por el S. van al Alagon, y al Huebra las del N.: hay ademas 4 ó 5 charcas con agua perenne, para abrevadero y los ganados. Confina por N. con Mora (part. de Salamanca) y Cortos de la Sierra; E. las Veguillas y Aldehuela de Castro-verde; S. Terrones, y O. Garci-Galindo. El terreno tiene de estension, contándose el de la Aldehuela que le está unido, 1/4 leg. de N. á S., y 1 leg. de E. á O.: escepto lo que comprenden las casas y sus inmediaciones, todo el térm. es una gran deh. con buenos y abundantes pastos, y cubierta de buena encina; es tenaz y de miga, menos la parte del monte Castro que es pizarroso, todo de secano y dividio en dos partes para el cultivo. Los caminos transversales son buenos, y pasa la canzada que desde Ciudad-Rodrigo conduce á Alba. La correspondencia se recibe en Sequeros. prod.: garbanzos, trigo y demas granos mas de lo necesario para el consumo; ganado vacuno, lanar merino, cerdoso con mucha abundancia, y 9 ó 10 yeguas de vientre. pobl.: 5 vec. y 14 alm. cap. terr. prod. 383,100 rs. imp. 19,155 rs. Es del señorio del conde de la Oliva.
(Madoz, 1847, p. 249)

En 2023, la entidad singular de población de Castroverde, ahora perteneciente al municipio de Narros de Matalayegua, tenía empadronados 9 habitantes, todos ellos en el núcleo de población de ese nombre.